# Мензенкампф
Мензенкампф (нем. von Mensenkampff) — дворянский род.

## Происхождение и история рода
Род происходит от мещанина города Лемго в графстве Липпе Германа Мензенкампфа (1515—1586). Его праправнук, Юстус фон Мензенкампф (1675—1732), капитан шведской армии, в 1701 г оказался в русском плену и позже вступил в российскую службу. Его сын бригадир Иоганн-Юстус фон Мензенкампф (1718—1784) был подтверждён в дворянском достоинстве Всероссийской Империи и жалован дипломом. Сыновья Иоганна-Юстуса, Готлиб и Якоб фон Мензенкампф, были внесены в матрикул рыцарских родов Лифляндии в 1806 под N 329.

## Известные представители
- Мензенкампф, Готгардт Богданович (1806—1878) — генерал-лейтенант, участник войн на Кавказе.
- Сантагано-Горчакова, Александра Александровна (урождённая Мензенкампф; 1842—1913) — русская оперная певица (сопрано) и вокальный педагог, учитель Л. В. Собинова.
- Стрельников, Николай Михайлович (наст. фам. Мензенкампф; 1888—1939) — русский советский композитор, музыкальный критик, дирижёр, один из основоположников советской оперетты.

## Описание герба
В лазуревом поле три серебряные восьмиконечные звезды — одна вверху, две внизу.
Над щитом дворянский коронованный шлем. Нашлемник: вытянутая вверх рука в серебряных латах держит серебряную же восьмиконечную звезду. По бокам два штандарта с золотыми древками и бахромой. Один штандарт червленый с серебряной восьмиугольной звездой, другой лазуревый с той же серебряной звездой. Намёт: лазуревый с серебром.